# John Lee Hooker
John Lee Hooker (Clarksdale, Misisipi; 22 de agosto de 1912-Los Altos, California; 21 de junio de 2001) fue un cantante y guitarrista de blues estadounidense. Hijo de un aparcero, saltó a la fama interpretando una adaptación al estilo de la guitarra eléctrica del Delta blues que desarrolló en Detroit. Hooker incorporó a menudo otros elementos, como el talking blues y el hill country blues del norte de Mississippi. Desarrolló su propio estilo de boogie rítmico, distinto del boogie-woogie derivado del piano de los años 1930-1940. Hooker ocupó el puesto 35 en la lista de 2015 de los 100 mejores guitarristas de Rolling Stone.
Algunas de sus canciones más conocidas son "Boogie Chillen" (1948), "Crawling King Snake" (1949), "Dimples" (1956), "Boom Boom" (1962) y "One Bourbon, One Scotch, One Beer" (1966). Varios de sus últimos álbumes, como The Healer (1989), Mr. Lucky (1991), Chill Out (1995), y Don't Look Back (1997), fueron éxitos en las listas de álbumes de Estados Unidos y el Reino Unido. The Healer (por la canción "I'm in the Mood") y Chill Out (por el álbum) le valieron sendos premios Grammy, así como Don't Look Back, que le valió un doble Grammy a la Mejor Grabación de Blues Tradicional y a la Mejor Colaboración Pop con Voces (con Van Morrison).

## Biografía

### Infancia y juventud
Nació en una granja cerca de Clarksdale, Misisipi, del matrimonio formado por William Hooker y Minnie Ramsey. Su padre era aparcero y pastor de la iglesia bautista. Tuvo seis hermanos y cuatro hermanas. 
Siendo niño, su familia se trasladó a otra granja en una plantación bananera cercana, donde conoció a los bluesman Snooky Pryor y Jimmy Rogers. En 1928 sus padres se separaron y John fue el único hermano que quedó al cuidado de su madre. 
Su madre se volvió a casar, esta vez con el músico local de blues William Moore, que enseñó a John a tocar la guitarra cuando tenía trece años. Hooker relató posteriormente que gracias a él conoció, de pequeño, a leyendas como Blind Lemon Jefferson o Charlie Patton, que iban de visita a su casa.
En 1931 decide emigrar hacia el norte industrial, al igual que hacían muchos otros negros del sur en aquella época. Primero recaló en Memphis, donde vivió en casa de una tía, trabajó en cines locales y tocó con Robert Lockwood. En 1935 se trasladó a Cincinnati, donde alternaba trabajos de limpiabotas o de acomodador en teatros con actuaciones en grupos de góspel. Después de un período en el ejército, se instaló en Detroit durante la II Guerra Mundial, en 1943, donde consigue un empleo en la industria del automóvil, cuyo sueldo consigue completar cantando en bares de suburbios. Allí se casó dos veces. Con su segunda mujer, Maude Mathis, tuvo seis hijos.

### Carrera musical
La carrera musical de Hooker empezó en 1948 cuando consiguió el éxito con el sencillo "Boogie Chillen", cantado en un estilo medio hablado que se convertiría en característico. Rítmicamente, su música era muy libre, característica que ha sido común entre los primeros músicos acústicos de blues del Delta. Su fraseado no estaba tan atado a los estándares de la mayoría de los cantantes de blues. Este estilo informal e incoherente se fue diluyendo con la aparición de las bandas de blues eléctrico de Chicago pero, incluso cuando no tocaba solo, Hooker mantuvo su propio sonido. 
En 1955 acabó su contrato con Modern Records y fue contratado por la compañía Vee Jay, de Chicago, que publicó los clásicos Dimples y Boom Boom.
Mantuvo, sin embargo, una carrera en solitario, siendo siempre popular entre los aficionados al blues y al folk de principios de los años 1960, lo que le valió llegar también a la audiencia blanca.

### Segunda etapa
A principios de la década de 1960, el boom británico del blues cambió todo: músicos ingleses como Alexis Korner, los Rolling Stones, Eric Clapton y John Mayall redescubrieron el blues, lo practicaron, tuvieron éxito en Estados Unidos y sacaron del olvido a muchos músicos de blues legendarios, entre ellos Hooker. Gracias en parte a la primera gira del American Folk Blues Festival, en otoño de 1962, el público europeo, ávido de autenticidad, le brindó un triunfo que dejó atónito incluso a Hooker, acostumbrado a ser ignorado por el público blanco de Estados Unidos. John Lee Hooker se hizo famoso en todo el mundo, junto a otros grandes músicos que acababan de ser redescubiertos, como Muddy Waters y Howlin' Wolf. En la década de 1970, al igual que ellos, su nueva fama le llevó a grabar con varios grupos de blues eléctrico blanco, como Canned Heat, e inició una exitosa carrera internacional que duró hasta su muerte en 2001.
En el año 1977 John Lee hizo un concierto como invitado con Foghat y Paul Butterfield.
En 1980, interpretó en un suburbio su éxito Boom Boom' en la película The Blues Brothers. En consonancia con su estilo de improvisación, su actuación fue filmada y grabada en directo, a diferencia de muchas películas musicales que utilizaban playback. En 1989 se unió a otros prestigiosos músicos como Carlos Santana y Keith Richards para grabar el álbum The Healer, que le valió un Premio Grammy al Mejor Álbum de Blues Tradicional. También cantó varias canciones con Van Morrison, entre ellas Never Get Out of These Blues Alive, The Healing Game y Cubro el Waterfront, y actuó con él en el escenario. En 1996, fue el álbum Chill Out, en el que le acompañaron Van Morrison, Santana, Charles Brown, y Booker T. Jones, que ganó un Grammy
Otro éxito, entre tantos en su carrera, llegó en 1989 cuando, junto a varias estrellas invitadas, incluyendo a Carlos Santana y su banda, Bonnie Raitt, Los Lobos, entre otros, grabó The Healer, que ganó un Premio Grammy.
Discos como Black Snake (1959), Wednesday Evening Blues (1960) o Birmingham Blues (1963) afirmaron su prestigio a ambos lados del Atlántico. En 1970 se acercó de nuevo a las corrientes de moda al grabar el álbum Hooker ‘n’ Heat con la banda Canned Heat. Hooker grabó más de 100 discos, y al final de su vida, Hooker se trasladó a San Francisco, donde abrió un club de blues que lleva el nombre de su mayor éxito, Boom Boom Room. Cayó enfermo en 2001, justo antes de una gira por Europa, y murió poco después, a los 83 años.

### Curiosidades
- En varias ocasiones cambió él mismo su fecha de nacimiento, situándola entre 1917 y 1923.

## Discografía

### Álbumes
- 1959 - Folk Blues
- 1959 - House Of The Blues
- 1959 - The Country Blues of John Lee Hooker
- 1960 - Blues Man
- 1960 - I'm John Lee Hooker
- 1960 - That's My Story
- 1960 - Traveling'
- 1961 - John Lee Hooker Sing The Blues
- 1961 - Plays And Sings The Blues
- 1961 - The Folk Lore of John Lee Hooker
- 1962 - Burnin'
- 1962 - Drifting the Blues
- 1962 - The Blues
- 1962 - Tupelo Blues
- 1963 - Don't Turn Me from Your Door: John Lee Hooker Sings His Blues
- 1964 - Burning Hell
- 1964 - Great Blues Sounds
- 1964 - I Want to Shout the Blues
- 1964 - The Big Soul of John Lee Hooker
- 1964 - The Great John Lee Hooker (Japan only)
- 1965 - Hooker & The Hogs
- 1966 - It Serves You Right to Suffer
- 1966 - The Real Folk Blues
- 1967 - Live at Cafè Au Go-Go
- 1968 - Hooked on Blues
- 1969 - Get Back Home (Black & Blue, 1999)
- 1969 - If You Miss'Im I Got'Im
- 1969 - Simply The Truth
- 1969 - That's Where It's At!
- 1969 - Get Back Home (First Issue)
- 1970 - If You Miss 'Im… I Got 'Im
- 1970 - John Lee Hooker on the Waterfront
- 1970 - Moanin' and Stompin' Blues
- 1970 - Hooker 'n' Heat (Recorded Live at the Fox Venice Theatre)
- 1971 - Endless Boogie
- 1971 - Goin' Down Highway 51
- 1971 - Half A Stranger
- 1971 - Hooker'n'Heat/Infinite boogie
- 1971 - I Feel Good
- 1971 - Never Get Out Of These Blues Alive
- 1972 - Detroit Special
- 1972 - Live At Soledad Prison
- 1973 - Born In Mississippi, Raised Up In Tennessee
- 1974 - Free Beer And Chicken
- 1974 - Mad Man Blues
- 1976 - Alone
- 1976 - In Person
- 1977 - Black Snake
- 1977 - Dusty Road
- 1978 - The Cream
- 1979 - Sad And Lonesome
- 1980 - Everybody Rockin'
- 1980 - Sittin' Here Thinkin'
- 1987 - Jealous
- 1988 - Trouble Blues
- 1989 - Highway Of Blues
- 1989 - John Lee Hooker's 40th Anniversary Album
- 1989 - The Detroit Lion
- 1989 - The Healer con Carlos Santana, Bonnie Raitt...
- 1990 - Don't You Remember Me
- 1991 - More Real Folk Blues: The Missing Album
- 1991 - Mr. Lucky con Ry Cooder, Johnnie Johnson, Keith Richards...
- 1992 - Boom Boom
- 1992 - This Is Hip
- 1992 - Urban Blues
- 1993 - Nothing But The Blues
- 1994 - King of the Boogie
- 1994 - Original Folk Blues… Plus
- 1994 - Dimples (Classic Blues)
- 1995 - Alternative Boogie: Early Studio Recordings - 1948-1952
- 1995 - Chill Out
- 1995 - Whiskey & Wimmen
- 1995 - Blues for Big Town
- 1996 - Moanin' the Blues (Eclipse)
- 1996 - Alone: The First Concert
- 1997 - Don't Look Back
- 1997 - Alone: The Second Concert
- 1998 - Black Man Blues
- 2000 - On Campus
- 2001 - Concert at Newport
- 2001 - The Cream (Re-issue)
- 2001 - The Real Blues: Live in Houston 1979
- 2002 - Live At Newport
- 2003 - Face to Face
- 2003 - Burning Hell (Our World)
- 2003 - Rock With Me
- 2003 - Blues is my soul
- 2004 - Jack O' Diamonds: The 1949 Recordings

### Recopilatorios
- 1974 - Mad Man Blues (Chess 1951-1966)
- 1987 - Don't Look Back
- 1989 - The Hook: 20 Years of Hits
- 1991 - Hobo Blues
- 1991 - The Chess Masters
- 1991 - The Complete Chess Folk Blues Sessions (The Real Folk Blues/More Real Folk Blues)
- 1991 - The Ultimate Collection 1948-1990
- 1992 - Best Of: 1965-1974
- 1992 - The Ultimate Collection (Universal)
- 1992 - The Vee-Jay Years - 1955-1964
- 1993 - Boom Boom (UK only)
- 1993 - Boogie Man
- 1993 - The Legendary Modern Recordings - 1948-1954
- 1994 - Blues Collection (Boogie Man)
- 1994 - John Lee Hooker (LaserLight)
- 1994 - The Early Years
- 1994 - Wandering Blues
- 1995 - Red Blooded Blues
- 1995 - The Very Best Of
- 1996 - Blues Legend
- 1996 - Live at Cafe au Go-Go (and Soledad Prison)
- 1997 - His Best Chess Sides
- 1997 - Live In Concert
- 1997 - The Essential Collection
- 1998 - The Best of Friends
- 1998 - The Complete 50s Chess Recordings
- 1999 - Best of John Lee Hooker: 20th Century Masters
- 1999 - This Is Hip [The Best Of]
- 2000 - The Definitive Collection
- 2001 - Born With The Blues
- 2001 - Gold Collection
- 2001 - Legendary Blues Recordings: John Lee Hooker
- 2001 - John Lee Hooker presents his House Rent Boogie (Ace)
- 2002 - Blues Before Sunrise
- 2002 - The Complete - Vol. 1 [Body & Soul]
- 2002 - The Complete - Vol. 2 [Body & Soul]
- 2002 - The Complete - Vol. 3 [Body & Soul]
- 2002 - The Complete - Vol. 4 [Body & Soul]
- 2002 - The Real Folk Blues/More Real Folk Blues
- 2002 - Timeless Collection
- 2003 - Blues Kingpins
- 2003 - Final Recordings - Vol. 1: Face to Face
- 2003 - The Collection 1948-52
- 2004 - Don't Look Back: Complete Blues
- 2004 - The Complete - Vol. 5: [Body & Soul]
- 2005 - The Complete - Vol. 6: [Body & Soul]
- 2006 - John Lee Hooker (Specialty Profiles)
- 2006 - Too much boogie (Blue label)

## Películas
- The Blues Brothers on Maxwell Street (Chicago) outside Aretha Franklin's restaurant (1980)
- John Lee Hooker & Furry Lewis [DVD] (1995)
- John Lee Hooker: That's My Story [DVD] (2001)
- John Lee Hooker Rare Performances 1960–1984 [DVD] (2002)
- Come See About Me [DVD] (2004)
- John Lee Hooker: Bits and Pieces About … [DVD and CD] (2006)